# Fred Jourdain
 (octobre 2018).
- Si vous ne connaissez pas le sujet, laissez ce bandeau (vous pouvez alors contacter les auteurs).
- Si vous supprimez le contenu mis en cause (vous pouvez préalablement contacter les auteurs),

argumentez précisément cette suppression dans la page de discussion
(un manque de référence n'est pas un argument ; une recherche réelle de référence doit avoir été effectuée, être formellement documentée).
 (avril 2012).
Si vous disposez d'ouvrages ou d'articles de référence ou si vous connaissez des sites web de qualité traitant du thème abordé ici, merci de compléter l'article en donnant les références utiles à sa vérifiabilité et en les liant à la section « Notes et références ».
Fredérick Jourdain, né en 1984 est un artiste québécois habitant à Québec, au Canada.

## Biographie
Fred Jourdain est natif de Limoilou, dans la région de Québec. Il est le frère aîné du photographe Anthony Jourdain.
Connu pour ses illustrations inspirées de la musique et du cinéma, il développe ensuite une nouvelle facette de son talent en s'attaquant à l'adaptation du Dragon bleu, adaptation de la pièce Le Dragon Bleu de Robert Lepage et Marie Michaud, projet auquel il aura consacré deux ans de recherche graphique afin de s'imprégner de l'atmosphère de la pièce et signer un ouvrage hors normes. 

## Techniques de travail
Fred Jourdain réalise habituellement ses œuvres d’un point de vue très personnel. Son approche consiste à s'inspirer de l’esthétisme de ses sujets, mais aussi des mythes et des perceptions entretenus à leur égard, pour procurer à ses réalisations un caractère narratif prédominant. Il travaille également beaucoup sur les traitements de lumière afin de gérer les ambiances de ses œuvres. Fred Jourdain est reconnu pour dessiner de façon spontanée, pour utiliser des médiums variés et pour mélanger des procédés traditionnels (peinture, crayons de bois, encres, etc.) à d'autres plus modernes (outils auto-fabriqués, procédés informatiques, etc.).

## Réalisations
Fred Jourdain touche à de nombreuses formes d'art différentes, dont la lithographie, la bande dessinée, la peinture et la photographie. 

### Interprétations
La grande passion de Fred Jourdain consiste à réaliser des « interprétations » illustrées d'artistes ou d'œuvres fictives célèbres. C'est d'ailleurs grâce à cette forme d'art qu'il s'est fait connaître à travers le Québec, par le biais de nombreuses expositions et par la vente en ligne. Jusqu'à maintenant, Fred Jourdain a réalisé une cinquantaine de ces «interprétations», qui sont divisées en trois grandes catégories: musique, jazz et cinéma.
Fait à noter, la femme de Jaco Pastorius s'est elle-même procuré une illustration de son mari faite par Fred Jourdain. Le dessinateur en est d'ailleurs très fier.

### Court-métrage
En terminant ses études en dessin d'animation, au cégep de Rivière-du-Loup, dans le Bas-St-Laurent, Fred Jourdain a réalisé un court métrage intitulé Acupofty, qui raconte l'histoire de trois gentlemen anglais d'un âge relativement avancé décidant de tout mettre en œuvre pour en finir avec leur gênant célibat. Ils s'affrontent donc dans une course de vélocipède, dans le but d'attirer le regard de la jolie fille du maire, Bunny. 
Le titre, Acupofty, est une étymologie populaire fictive dérivant de la locution anglaise a cup of tea.

### Bandes dessinées

#### Round Midnight

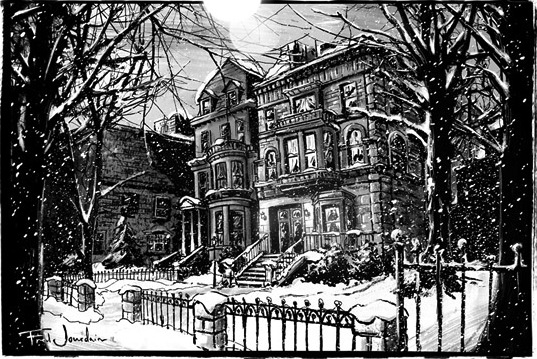
La première illustration de Round Midnight, de Fred Jourdain.

En 2008, Fred Jourdain a participé au premier volume du collectif de bandes dessinées Front froid en dessinant et en scénarisant la cinquième histoire du recueil, intitulée Round Midnight. Elle est illustrée en noir et blanc et est longue de 12 pages. Il s'agit de la première histoire de Fred Jourdain se retrouvant éditée et diffusée dans un format papier. Le titre, Round Midnight, fait référence à un fameux thème de jazz composé et enregistré pour la première fois par Thelonious Monk, en 1944. 
L'action de Round Midnight se déroule justement au début des années 1940, dans la ville de New York. Chet, un détective privé blasé et en manque d'argent, est mandaté par les parents fortunés d'un petit garçon, Tom, pour retrouver ce dernier, disparu depuis quelque temps déjà. Accompagné d'un ami du disparu, Huck, le détective s'aventure dans des coins sombres de la ville, espérant récolter un magot facile qui lui permettrait d'aller « enquêter en chemise d'été dans le sud des États-Unis. »

#### Parutions diverses sur le Web

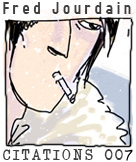
L'illustration titre de Citations 007.

Avant la parution de Round Midnight, Fred Jourdain a publié plusieurs séries de bande dessinée sur différents sites Internet. Il a d'abord participé au Cartoon Dinner, un site expérimental qui avait pour but la promotion de la bande dessinée québécoise. Le projet a toutefois avorté. Quelques années plus tard, en 2006, Fred Jourdain a été engagé par le site québécois Lecteurs.ca et s'est alors engagé à réaliser une planche de bande dessinée aux deux semaines. C'est ainsi qu'il inventa la série Citations, dans laquelle il illustrait en six cases (bien que ce nombre ait varié en quelques occasions) une citation célèbre. De plus, à la demande de Jeik Dion, Fred Jourdain a réalisé l'épisode 048 de la série Caze, elle aussi diffusée sur Lecteurs.ca.